# Rocamundo
Rocamundo es una localidad del municipio de Valderredible (Cantabria, España), partido Judicial de Reinosa. Su casco urbano se sitúa a 721 m s. n. m., a los pies de un pequeño promontorio areniscoso, que le dio nombre y dista 3 km de la capital municipal, Polientes, por la carretera comarcal y a 2 km por el camino que partiendo de la capital de valle, atraviesa el río Ebro, camino de la Ermita de la Virgen de la Velilla. En el año 2024 contaba con una población de 46 habitantes (INE).

## Paisaje y naturaleza

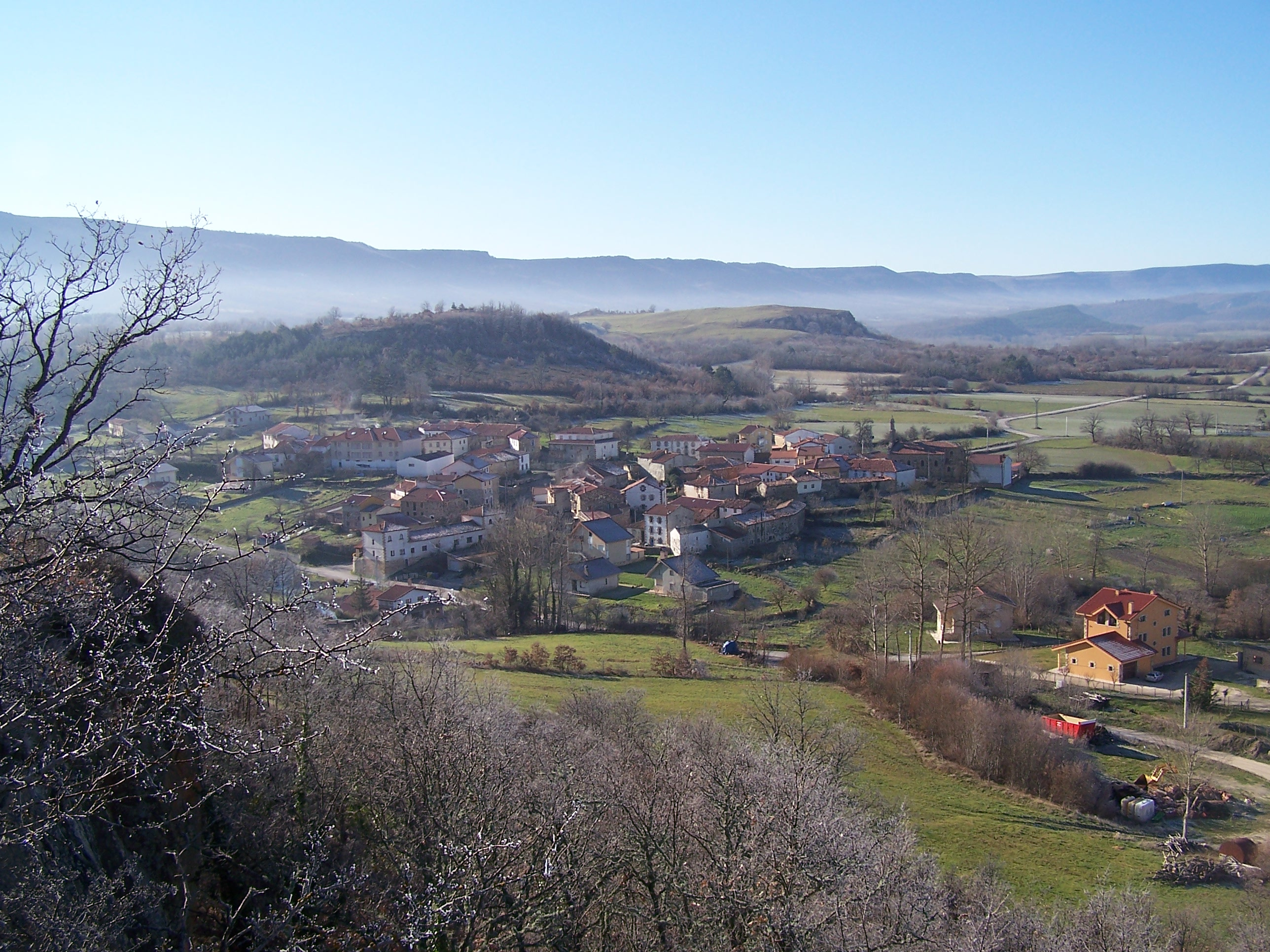
Rocamundo

Pese a que etimológicamente el nombre de Rocamundo procede del término “Ruy Camondo”, según consta en el Becerro de las Behetrías del siglo XIV, popularmente, y no sin razón, se piensa que el topónimo hace alusión a las potentes rocas areniscosas que afloran por los alrededores y que son, junto a las laderas del páramos de La Lora, lo más definitorio del paisaje de este pueblo. A las llanuras de esa singular formación geológica burgalesa, se puede acceder desde Rocamundo ascendiendo por una empinada carretera desde la que se obtienen buenas vistas de las vegas del Ebro y de la zona matorriza de Valderredible.
Aparte del río Ebro, destacan los arroyos de la Velilla y el Bello, que baja del Monte el Cueto, ya en las estribaciones del Páramo de la Lora, que lo dominan, entre sus fuentes destaca la de Cubillo.

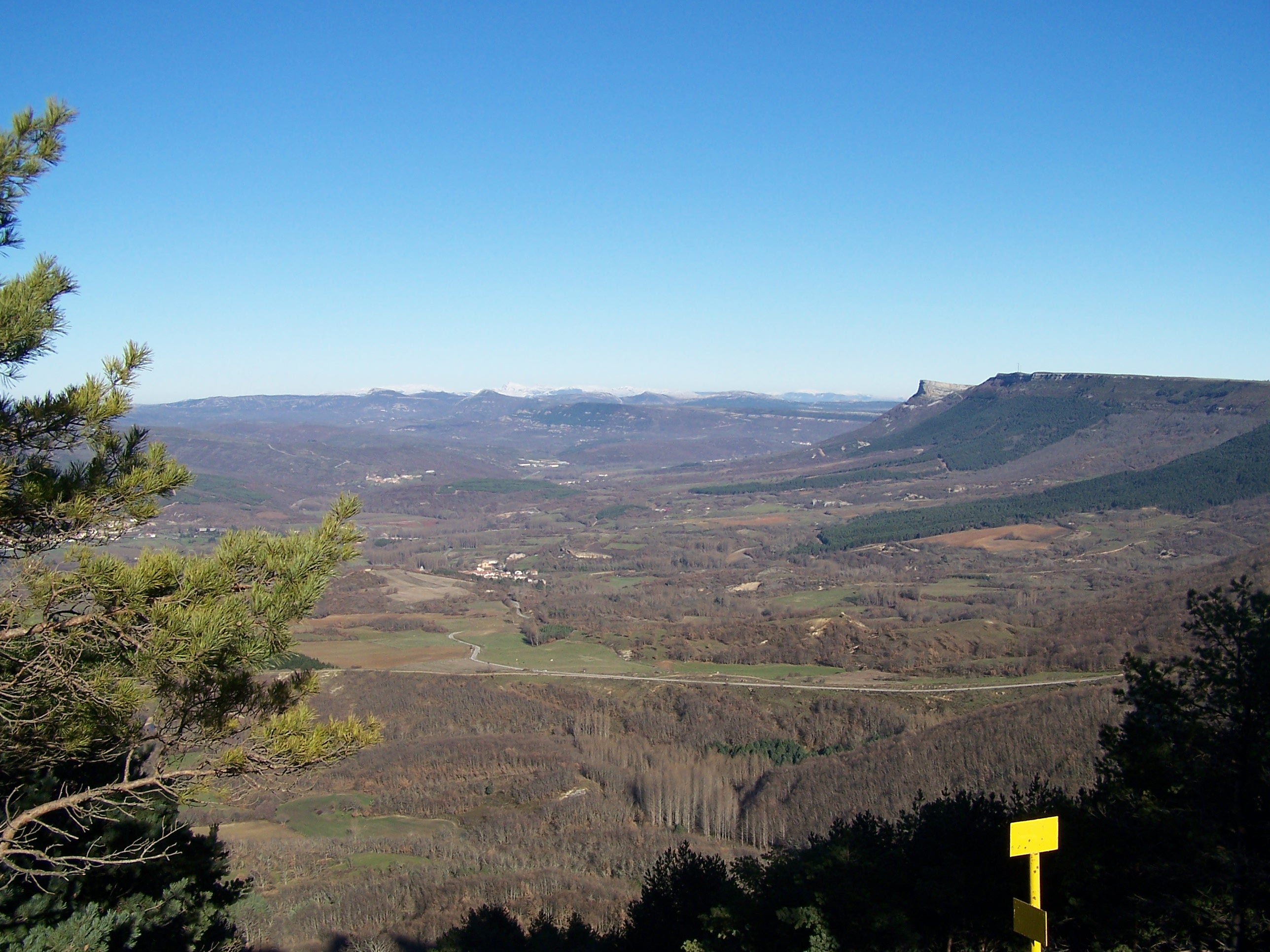
Rocamundo y Valderredible.
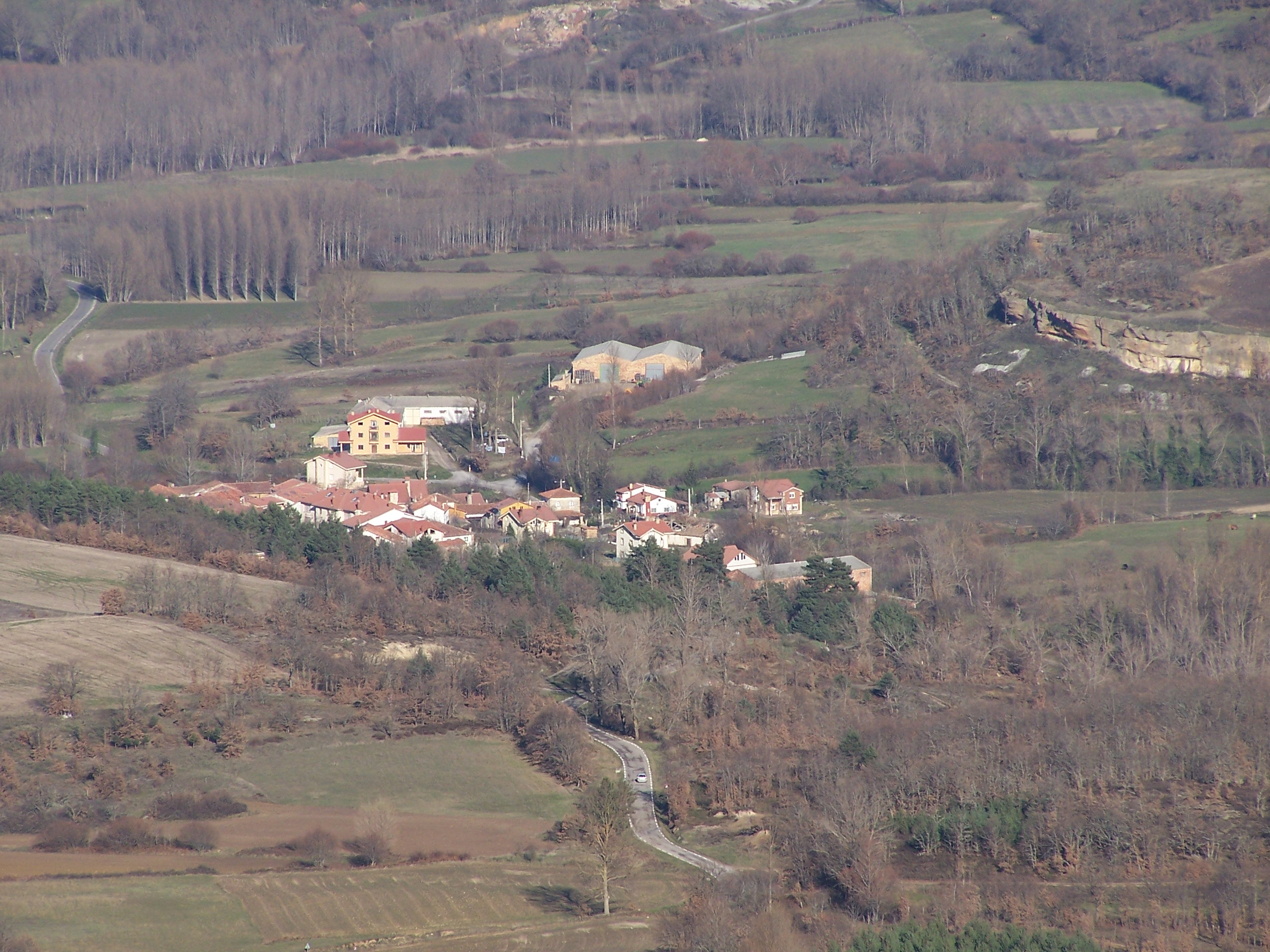
Rocamundo desde Lora
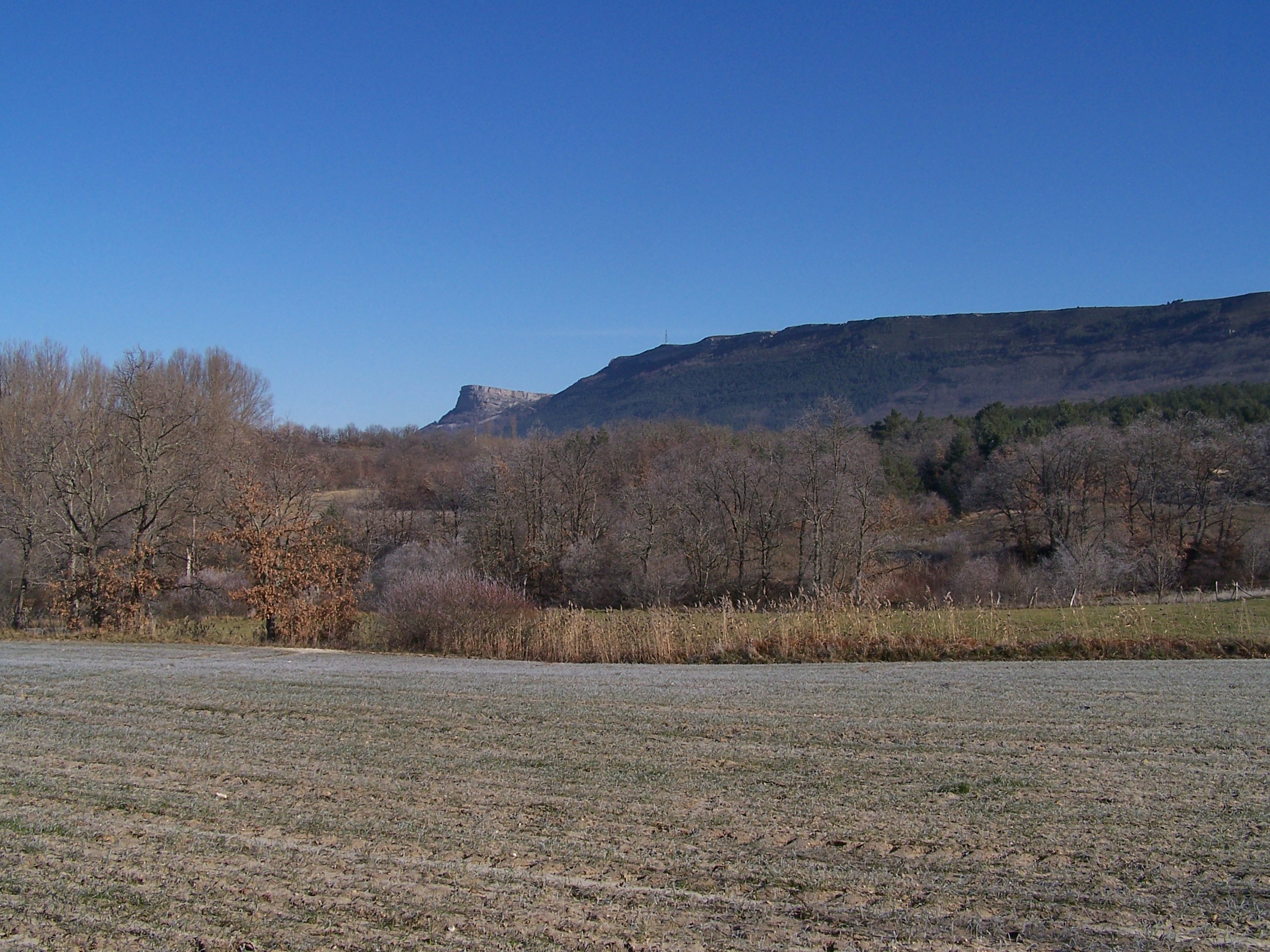
La Lora desde Rocamundo.

## Patrimonio histórico

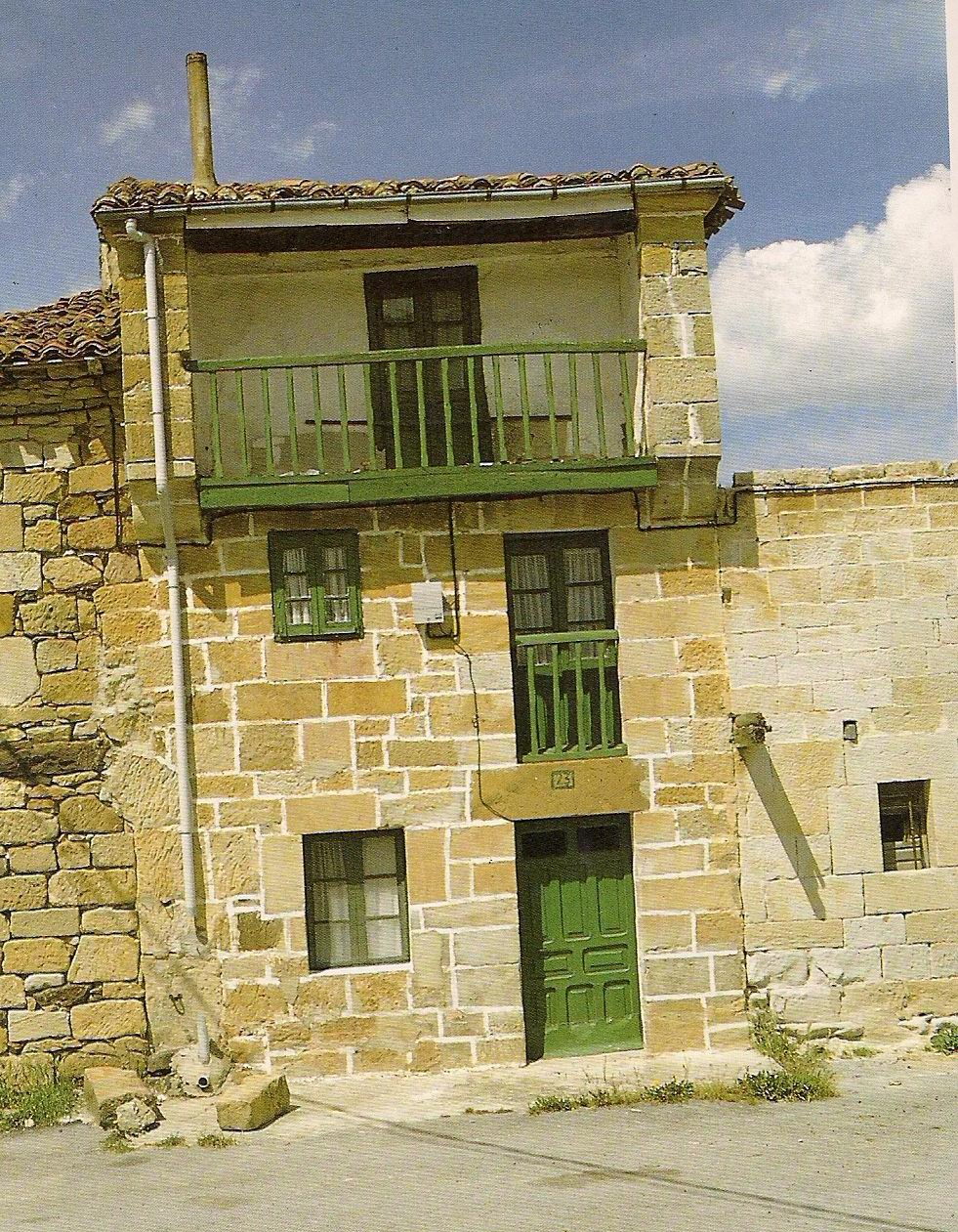
Vivienda tradicional

Su casco urbano está pefectamente conservado, aunque en el pueblo en los últimos años se ha construido mucho y no siempre bueno, todavía se yerguen edificios de valor dignos de contemplarse. Destacar también que tuvo cuatro molinos.
La iglesia de San Andrés es de estilo barroco, de buenas proporciones con interesante espadaña en el hastial. Antes de llegar al pueblo en un acogedor paraje excelentemente cuidado en la Campa de la Velilla lugar de tradición y romería, se encuentra situada la ermita de la Virgen de la Velilla, la patrona de Valderredible, con festividad el día 8 de septiembre. El templo es un buen exponente de la arquitectura barroca del siglo XVIII en su vertiente rural, con una elegante espadaña de tronera única y perfil escalonado, con pináculos de bolas y pirámides herrerianas en los vértices de los cuatro cuerpos que la forman. En los alrededores existen restos de una pequeña necrópolis de inhumanación con tumbas de tipo olertodano excavadas en la roca, de la misma época y tipo de otras bien estudiadas en el valle. Asimismo se ven restos de despoblados en el Coto Bustillo y de Villafría.
| 2000 | 2001 | 2002 | 2003 | 2004 | 2005 | 2006 | 2007 | 2008 | 2009 | 2010 | 2011 | 2012 |  |
| ---- | ---- | ---- | ---- | ---- | ---- | ---- | ---- | ---- | ---- | ---- | ---- | ---- |  |
| 49   | 44   | 38   | 38   | 42   | 40   | 38   | 42   | 47   | 46   | 42   | 45   | 44   |  |

Fuente: INE

## Fiestas
La fiesta se celebra, el 8 de septiembre, festividad de la Virgen de la Velilla.